# Meranoplus hospes
Meranoplus hospes é uma espécie de formiga do gênero Meranoplus, pertencente à subfamília Myrmicinae.